# 崔叔瓒
崔叔瓒（?—?），北齐官员，博陵郡安平县（今河北省安平县）人。崔仲哲之子。崔长瑜、崔仲琰的弟弟，崔子枢的叔叔。
崔叔瓒有学识，性好直言。其妻李氏即昭信皇后李祖娥之姊，齐文宣帝擢升他为魏尹丞。蝗虫为灾，齐文宣帝问崔叔瓒。他回答：“案《汉书五行志》：‘土功不时，蝗虫作厉。’当今外筑长城，内兴三台，故致此灾。”借蝗灾劝文宣帝减省劳役。文宣帝大怒，令左右殴打他，又擢其发，以粪汁浇他的头，拽出来，之后很久不再用他。后在阳平郡太守任上去世，赠本州刺史。